# Fienden
Fienden (The Enemy) är den åttonde boken om Jack Reacher skriven av Lee Child. Boken utkom 2004 och publicerad på svenska av B. Wahlströms. Den kom ut på svenska som inbunden april 2007. Den har även publicerats av Damm Förlag som kartonnage juni 2008 och som pocket april 2009.